# Cyril Stejskal
Cyril Stejskal (31. prosince 1890 Štarnov – 10. září 1969 Nové Město pod Smrkem) byl český psycholog a vysokoškolský pedagog. 

## Život

### Mládí
Narodil se coby nejmladší dítě do rodiny, která již měla čtyři děti. Chodil do školy a protože dobře prospíval, přestoupil roku 1902 na olomoucké Slovanské gymnázium, na němž po osmi letech studia maturoval s vyznamenáním. Následně pokračoval na Karlově univerzitě v Praze, kde vystudoval francouzštinu, latinu, psychologii a pedagogiku. Po promoci již v Praze zůstal natrvalo.
Roku 1918 začal zkoumat dětskou psychiku a jeho výzkum se poté stal jedním z fundamentů dětské psychologie v Čechách. Ve dvacátých letech 20. století zahájil činnost poradny pro mládež pomáhající s výběrem vhodného budoucího povolání. Připravoval rovněž reformu školství v Československu, přednášel nebo učil na své alma mater Karlově univerzitě, na níž získal akademický titul docenta. Stejskal dále založil a vedl Zemský pedologický ústav, který se věnoval problematickým či handicapovaným dětem z celého Československa. Vedle své vlasti působil rovněž v Jugoslávii, kde zreformoval tamní školství, za což od jugoslávského krále Petra II. získal Řád svatého Sávy.

### Druhá světová válka
Když roku 1939 vypukla druhá světová válka, zastával Stejskal pozice ve vedení uskupení Obec sokolská v odboji. Od heydrichiády se navzdory přísnému zákazu podílel na ukrývání zbraní, které pak našly uplatnění během květnového povstání v roce 1945. Během války, kdy učil na střední škole, souběžně Stejskal vytvářel poválečnou československou školskou reformu a spolu s tím navíc podrobně studoval nacistický systém výchovy a vyučování. Přes válečné nebezpečí vykládal při výuce o prezidentu Tomáši Garrigue Masarykovi a sepisoval zprávy o nacistických intervencích do českého či slovenského školství, které pak následně předával exilové vládě Edvarda Beneše v Londýně. Ze strachu před odvedením gestapem spal v tu dobu v posteli ustrojený.

### Křivé obvinění
Jakmile válka skončila, plánoval Stejskal svůj návrat na vysokou školu. Od Filozofické fakulty Univerzity Karlovy získal potvrzení o bezúhonnosti a začalo se s přípravami na jeho jmenování profesorem. Přesto se ale objevilo falešné udání z kolaborantství s Němci. Není jasné, kdo byl jeho autorem. Stejskal kvůli nařčení musel v lednu 1947 předstoupit před očistnou komisi, která ho ale obvinění nezbavila. Odvolal se proto k nejvyšší možné instituci, a sice k očistné komisi Ministerstva vnitra, které již bylo – byť před Vítězným únorem – spravováno členy Komunistické strany Československa. Díky svědectví pozvaných osobností, jež potvrdily Stejskalovy zásluhy z odboje, byl křivého obvinění zproštěn.
I nadále se však objevovaly snahy Stejskala zdiskreditovat. Když měl jednou na univerzitě přednášku, dorazila na ni rovněž skupina tří mladíků, která začala ostatní studenty proti přednášejícímu poštvávat tvrzeními o zrádci národa. Studenti se ale za svého pedagoga postavili a trojici vytlačili z posluchárny. Přesto se trojice nenechala odbýt a navštívila Stejskala v jeho vysokoškolské pracovně, kde ho vyzývala k odchodu z univerzity. Sice jim oponoval, že má očišťující rozhodnutí ministerské komise, ale jeden z útočníků mu odvětil, že jej neuznávají.

### Věznění a závěr života
Když se komunisté dostali v Československu v únoru 1948 k moci, zakázali Stejskalovi učit na univerzitě a škola mu svévolně, bez zdůvodnění odebrala akademický titul docenta. Podpořili ho sice jeho vysokoškolští studenti, ale neuspěli. Pedagog ze školy odešel a za očerňování v denním tisku učil rok na gymnáziu, než byl poslán do předčasné penze. Dne 9. června 1950 ho zatkla Státní bezpečnost (StB) a více než rok jej držela ve vyšetřovací vazbě, během níž jej často trýznivě vyslýchala. V září 1951 začal se Stejskalem politický proces, jehož rozsudek padl ke konci téhož roku, kdy byl tehdy šedesátiletý Stejskal za velezradu odsouzen na šestnáct let do vězení, k propadnutí veškerého majetku a ztrátě občanských práv.
Následně se komunisté zaměřili i na jeho rodinu. Manželce výrazně snížili penzi, takže se s jejich tehdy sedmnáctiletou dcerou a patnáctiletým synem ocitla ve finanční tísni. Rodinnou vilku, kterou užívali, navíc úředně rozdělili a do nově vzniklého bytu nastěhovali úplně cizí rodinu. Za vlastní byt Stejskalově manželce vyměřili nájemné a nakonec je v dubnu 1953 z Prahy vystěhoval do Nového Města pod Smrkem ve Frýdlantském výběžku na severu země. Cyril Stejskal  postupně pošel deseti žaláři včetně Mírova nebo pražského Pankráce. Následky krutého zacházení, mučení a týrání prodělal onemocnění tuberkulózou (TBC), při výsleších přišel o chrup a přišel též o zrak, který mu sice později při zdařilé operaci navrátil profesor Václav Vejdovský, nicméně na jedno oko již nikdy dobře neviděl. Navzdory útrapách zůstal Stejskal morálně a psychicky pevný, nezlomený a podle svých spoluvězňů se nikdy neprojevil jako zbabělec, byť mu za to bachaři nabízeli různé úlevy.
Z vězení se dostal roku 1959 v rámci amnestie vyhlášené pro politické vězně. Přesunul se za rodinou do Nového Města pod Smrkem, avšak i nadále jej sledovala StB. Zemřel roku 1969, nicméně ještě během osmdesátých let 20. století bránili komunisté Stejskalově vnučce ve studiu.